# Hans-Peter Briegel
Hans-Peter Briegel (Rodenbach, Alemania Occidental, 11 de octubre de 1955) es un exfutbolista y ex entrenador alemán. Como jugador, se desempeñó la mayor parte de su carrera en la posición de defensa central en el 1. FC Kaiserslautern, el Hellas Verona y la Sampdoria. Fue internacional absoluto con la selección de fútbol de Alemania.

## Trayectoria

### Como jugador
Antes de comenzar a jugar profesionalmente, Briegel se destacó en el atletismo, llegando a correr los 100 metros en 10.8 segundos a los 16 años. 
Como profesional actuó durante nueve años en el Kaiserslautern, su club en la Bundesliga de la antigua R.F.A. En aquel equipo fue central, centrocampista, interior izquierdo y lateral, posición en la que jugaría muchos años en la selección. Era una fuerza de la naturaleza, un futbolista alto y robusto con unos gemelos de acero y una potencia descomunal, de los que iban y venían de un lado a otro del campo cuando muy pocos eran capaces de hacerlo.
El 17 de marzo de 1982 el Kaiserslautern recibía al Madrid en la vuelta de los cuartos de final de la Copa de la UEFA. El Madrid se había impuesto 3-1 en el Bernabéu y afrontaba la vuelta en el Fritz Walter Stadion con esperanzas de alcanzar las semifinales, no obstante era el vigente finalista de la Copa de Europa del año anterior. Los alemanes pasaron como un ciclón por encima de los blancos, el 5-0 fue devastador y el polivalente Briegel (aquel día central), fue una valla inexpugnable para los atacantes blancos. 
Desde 1984 a 1986 jugó en el Hellas Verona de Italia, donde consiguió el campeonato de la Serie A (Italia) 1984-85, celebrado y único "Scudetto" en la historia del club. Tras el Mundial de México 86, Briegel jugó dos años más en Italia esta vez en las filas de la Sampdoria, para poner final a una brillante carrera en 1988 a los 33 años. 

### Como entrenador
Briegel fue director técnico del FC Glarus de Suiza entre 1989 y 1992, y del SV Edenkoben (1992-1994) y el SG Wattenscheid 09 (1994-1995) de Alemania, todos clubes de las categorías del ascenso. Luego de ello se desempeñó por varios años como administrador deportivo del 1. FC Kaiserslautern.
Retomó la conducción de equipos en 1999, asumiendo la dirección técnica del Besiktas JK ddded Turquía. Permaneció en ese club hasta junio de 2000. Al año siguiente, en noviembre de 2001, se hizo cargo del Trabzonspor, en donde permaneció hasta el final de la temporada. 
En diciembre de 2002 aceptó la oferta de la Federación Albanesa de Fútbol para comandar al seleccionado de Albania, con el objetivo -finalmente incumplido- de clasificar al equipo a la Eurocopa 2004 y a la Copa Mundial de Fútbol de 2006.
En junio de 2006, se convirtió en el sucesor de Luka Peruzović al frente de la Baréin. Sin embargo perdió el cargo en enero de 2007, luego de fracasar en la Copa de Naciones del Golfo de 2007.
Su última experiencia como director técnico fue en el Ankaragücü de Turquía, comandando al equipo en el tramo final de la temporada 2006-07 de la Superliga de Turquía. 

## Selección nacional
Integró el plantel de Alemania Federal en los Mundiales de 1982 y 1986 siendo ambas veces subcampeón del mundo. Ya había sido campeón de Europa en 1980 en la Eurocopa de Italia.
Su imagen con las medias caídas y enrolladas hasta los tobillos forma parte del imaginario del fútbol mundial. Participó en la mítica semifinal del Mundial 82, derrotando a la Francia de Platini tras una prórroga no apta para los nervios galos. En el 82 era el lateral izquierdo y Kaltz el derecho. La RFA les incorporaba constantemente al ataque a ambos, Kaltz era más técnico, pero Briegel sopesaba eso con su entrega, potencia y fuerza. 
El Mundial de México 86 le llegaría camino a los 31 años y hay una imagen muy recordada de su carrera. Es la jugada del tercer gol de Burruchaga en la final. Maradona le asiste al espacio y Briegel, el incombustible Briegel salió corriendo detrás de Burruchaga sin darle alcance, la locomotora alemana perdía el tren por primera vez, Burruchaga alcanzó el pase y coló el balón por debajo de las piernas de Schumacher. Era el 3-2 y el final de una generación en la selección de la R.F.A que se quedaba por segunda vez a las puertas. Cuatro años después Alemania Federal levantaría la Copa del Mundo, ya sin Briegel, en el Mundial de Italia 90.

### Participaciones en Copas del Mundo
| Mundial                        | Sede   | Resultado  |
| ------------------------------ | ------ | ---------- |
| Copa Mundial de Fútbol de 1982 | España | Subcampeón |
| Copa Mundial de Fútbol de 1986 | México | Subcampeón |

## Clubes
| Club                 | País     | Año       |
| -------------------- | -------- | --------- |
| 1. FC Kaiserslautern | Alemania | 1975-1984 |
| Hellas Verona        | Italia   | 1984-1986 |
| Sampdoria            | Italia   | 1986-1988 |

## Palmarés

### Campeonatos nacionales
| Título         | Equipo        | País   | Año  |
| -------------- | ------------- | ------ | ---- |
| Serie A        | Hellas Verona | Italia | 1985 |
| Copa de Italia | Sampdoria     | Italia | 1988 |

### Copas internacionales
| Título   | Equipo           | País     | Año  |
| -------- | ---------------- | -------- | ---- |
| Eurocopa | Alemania Federal | Alemania | 1980 |